# La Sauvagère
La Sauvagère era una comuna francesa situada en el departamento de Orne, de la región de Normandía, que el 1 de enero de 2016 pasó a ser una comuna delegada de la comuna nueva de Les Monts-d'Andaine al fusionarse con la comuna de Saint-Maurice-du-Désert.

## Demografía
| Gráfica de evolución demográfica de La Sauvagère entre 1800 y 2014 |
|                                                                    |

Los datos demográficos contemplados en este gráfico de la comuna de La Sauvagère se han cogido de 1800 a 1999 de la página francesa EHESS/Cassini, y los demás datos de la página del INSEE.